# Cyathea nilgirensis
Cyathea nilgirensis är en ormbunkeart som beskrevs av Holtt. Cyathea nilgirensis ingår i släktet Cyathea och familjen Cyatheaceae. Inga underarter finns listade.